# Kalif Raymond
Kalif Raymond (Lawrenceville, 8 agosto 1994) è un giocatore di football americano statunitense che milita nel ruolo di wide receiver per i Detroit Lions della National Football League (NFL).

## Carriera

### Denver Broncos
Dopo non essere stato scelto nel Draft, il 3 maggio 2016 Raymond firmò con i Denver Broncos. Fu svincolato il 3 settembre 2016 per poi rifirmare con la squadra di allenamento. Fu promosso nel roster attivo il 2 dicembre 2016.
Il 2 settembre 2017 Raymond fu svincolato dai Broncos.

### New York Jets
Raymond firmò con i New York Jets il 3 settembre 2017.
Nel debutto stagionale contro i Buffalo Bills, Raymond fu il kick returner della squadra. Fu svincolato il 19 settembre 2017 ma rifirmò per la squadra di allenamento. Fu svincolato definitivamente il 26 settembre 2017.

### New York Giants
L'11 ottobre 2017 Raymond firmò con la squadra di allenamento dei New York Giants. Fu svincolato il 31 ottobre 207 ma rifirmò il giorno successivo. Fu promosso nel roster attivo il 14 novembre 2017.
Il 1º settembre 2018 Raymond fu svincolato dai Giants.

### Tennessee Titans
Il 25 settembre 2018 Raymond firmò con la squadra di allenamento dei Tennessee Titans. Fu svincolato il 2 ottobre 2018.

### Ritorno ai Giants
Il 16 ottobre 2018 Raymond firmò con la squadra di allenamento dei Giants ma fu svincolato due giorni dopo.

### Ritorno ai Titans
Il 24 dicembre 2018 Raymond firmò con la squadra di allenamento dei. Firmò un nuovo contratto il 31 dicembre 2018.
Il 7 settembre 2019 Raymond fu svincolato dai Titans per poi rifirmare con la squadra di allenamento. Fu promosso nel roster attivo il 26 ottobre 2019. Nella settimana 10 contro i Kansas City Chiefs ricevette un passaggio da 52 yard da Ryan Tannehill e ritornò tre calci per 46 yard nella vittoria per 35-32. Il 1º dicembre 2019 segnò il suo primo touchdown su un passaggio da 40 yard di Tannehill nella vittoria esterna per 31-17 sugli Indianapolis Colts. Raymond diede il pallone a sua madre che era tra il pubblico. Nella stagione 2019 totalizzò 9 ricezioni per 170 yard e una marcatura in otto partite. Nel divisional round dei playoff contro i Baltimore Ravens segnò un touchdown su una ricezione da 45 yard nella vittoria esterna per 28–12.
Nella settimana 3 della stagione 2020, Raymond ebbe 3 ricezioni per 118 yard nella vittoria per 31–30 sui Minnesota Vikings. Il 19 dicembre fu inserito nella lista dei positivi al COVID-19 e tornò nel roster attivo il 25 dicembre.

### Detroit Lions
Il 25 marzo 2021 Raymond firmò con i Detroit Lions. Il 3 ottobre 2021 segnò due touchdown nella sconfitta per 24-14 contro i Chicago Bears. La sua annata si chiuse con un nuovo primato personale di 4 marcature.
Il 18 marzo 2022 Raymond firmò un'estensione contrattuale biennale da 9,5 milioni di dollari con i Lions. A fine stagione fu inserito come punt returner nel Second-team All-Pro.
Nell'ottavo turno della stagione 2024 Raymond ritornò un punt per 90 yard in touchdown nella vittoria contro i suoi ex Titans. Nella stessa partita segnò anche un touchdown su ricezione da 7 yard, venendo premiato come miglior giocatore degli special team della NFC della settimana. A fine stagione fu nuovamente inserito nel Second-team All-Pro come punt returner.

## Palmarès
- Second-team All-Pro: 2

2022, 2024